# Fast as You Can
Fast as You Can è un singolo della cantautrice statunitense Fiona Apple, pubblicato nel 1999 ed estratto dal suo secondo album When the Pawn....

## Tracce
UK CD 1
1. Fast as You Can
2. Never Is a Promise (live from Sessions at W.54th)
3. Across the Universe

UK CD 2
1. Fast as You Can (radio edit)
2. Sleep to Dream (album version)
3. I Know (album version)

## Video
Il video del brano è stato diretto dal regista statunitense Paul Thomas Anderson e girato in California.